# Celler Dickstiel
Celler Dickstiel sinónimo: Krügers Dickstiel es el nombre de una variedad cultivar de manzano (Malus domestica). 
Una variedad de manzana cultivada, que pertenece al grupo de manzanas alemanas antiguas de la herencia, que se dice se originó en    Mecklenburg antes de 1850. Esta variedad fue la elegida como la variedad de huerto del año 2002 en el Norte de Alemania. El 'Celler Dickstiel' recibió el apodo de "caja de colores" debido a la gran cantidad de tonos de color que puede tomar la piel de la manzana.

## Sinonimia
- "Krügers Dickstiel",
- "Achimer Goldrenette",
- "Sulzbacher Liebling",
- "Woltmanns Rennette",
- "Farbenschachtel",
- "Feldkirchner Renette",
- "Kaltmanns Renette",
- "Krügers Goldrenette",
- "Donnerhorst".[7]

## Historia
'Krügers Dickstiel' es una variedad de manzana alemana antigua de la herencia, procede de una plántula, posiblemente de 'Königlicher Kurzstiel', criada en los viveros "Schmitz-Hübsch" cerca de Bonn en Westfalia, en el Norte de Alemania. Aunque se cultivó ampliamente a principios del siglo XX, se ha vuelto difícil de encontrar desde la década de 1960 en toda Alemania.
'Krügers Dickstiel' está cultivada en diversos bancos de germoplasma de cultivos vivos tales como en National Fruit Collection (Colección Nacional de Fruta) de Reino Unido con el número de accesión: 1951-187 y el nombre de accesión: Krügers Dickstiel. Recibido por el "National Fruit Trials" (Probatorio Nacional de Frutas) en 1951 procedentes del «Obstbauzentrum Jork» cerca de Hamburgo, Alemania.

## Características
'Krügers Dickstiel' es una variedad con árboles muy grandes y saludables que necesitan un suelo fresco y rico en nutrientes, con aireación. El árbol se considera poco exigente y también es adecuado para lugares donde se producen heladas tardías, ya que la variedad florece muy tarde. El rendimiento es regular y alto. Tiene un tiempo de floración que comienza a partir del 17 de mayo con el 10% de floración, para el 21 de mayo tiene una floración completa (80%), y para el 29 de mayo tiene un 90% caída de pétalos.

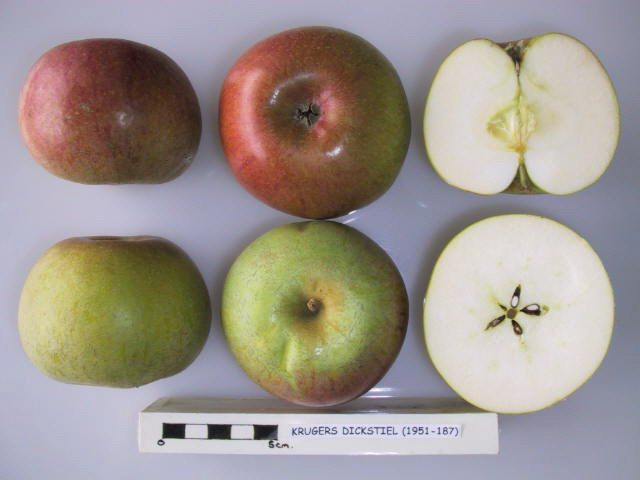
La manzana 'Krügers Dickstiel' en la "National Fruit Collection" en secciones cruzadas.

'Krügers Dickstiel' tiene una talla de fruto de mediano a grande, con altura promedio de 67.50mm y con anchura promedio de 71.00mm; forma del fruto de redondo a redondo-aplanado, más ancho que alto, con contorno ligeramente irregular; con nervaduras débiles, y con corona débil; epidermis cuya piel es fuerte, con un color de fondo del amarillo verdoso al gris, que muestra sobre color (45-75%) de lavado de rojo, marcado con un patrón denso de finas rayas rojas que cubren la cara expuesta al sol, que está marcado con numerosas lenticela pequeñas, y oscuras que se ven mejor en la cara sombreada, ruginoso-"russeting" (pardeamiento áspero superficial que presentan algunas variedades) débil-medio; cáliz moderadamente grande y ligeramente abierto, colocado en una cuenca abierta y ligeramente profunda; pedúnculo corto, y de un calibre medio, colocado en una cavidad estrecha y profunda que suele ser con ruginoso-"russeting"; pulpa es de color crema, con textura de grano fino y tierna, con sabor jugoso, dulce y ligeramente ácido.
Las manzanas se consideran una variedad de invierno. Su tiempo de recogida de cosecha se inicia mediados de octubre. Se mantiene bien tres meses en frigorífico. Necesita una atmósfera ligeramente húmeda para evitar que se arrugue.

## Usos
Para consumirlo fresco en mesa.

## Ploidismo
Diploide, auto estéril. Grupo de polinización: F, Día 21.

## Susceptibilidades
Presenta susceptibilidad baja a la sarna del manzano, 
Susceptibilidad media al mildiú pulverulento, 
Además, se pueden producir picaduras en la piel de la fruta.